# Scott Flansburg
Scott Flansburg (Herkimer, 28 dicembre 1963) è un calcolatore prodigio statunitense.
Ha dichiarato di essersi accorto delle sue abilità nel calcolo mentale all'età di nove anni, quando riusciva a risolvere i problemi scolastici di matematica senza bisogno di usare carta e penna oppure calcolatrici. Ha dimostrato di saper eseguire quasi istantaneamente e con grande precisione addizioni, sottrazioni, moltiplicazioni, divisioni, radici quadrate e radici cubiche.
Definito "Il calcolatore umano" da Regis Philbin, dal 1990 è apparso in molte trasmissioni televisive e programmi americani, tra cui il Larry King Show, lo Oprah Winfrey Show e Good Morning America. Nel 1999 ha inventato un nuovo tipo di calendario, alternativo al calendario gregoriano, con un anno composto da 13 mesi di 28 giorni, in cui il primo giorno del mese è definito come giorno zero anziché uno.
Il Guinness Book of Records lo ha eletto Fastest Human Calculator nel 2001 e 2003. È il promotore ufficiale dell' American Math Challenge, una competizione tra studenti in preparazione del World Maths Day.
Scott Flansburg è stato ospite di centinaia di scuole americane per propagandare lo studio della matematica ed ha pubblicato diversi libri con l'editrice HarperCollins, tra cui Math Magic for Your Kids (1998) e Math Magic (2004).
Attualmente risiede a San Diego, in California.
Sul canale History è protagonista di un programma: "il mago dei numeri" che spiega come i numeri ci possano aiutare nella vita di tutti i giorni.